# Коновалиха (Омская область)
Конова́лиха — деревня в Большеуковском районе Омской области России, входит в Становское сельское поселение.

## История
Селение заведено как переселенческий посёлок в 1895 году в составе Рыбинского сельского общества Рыбинской волости Тарского округа Тобольской губернии.
В 1900 году по журналу общего присутствия Тобольского губернского управления от 2 сентября № 1400, из переселенцев, водворённых на участке Коноваловском Рыбинской волости в числе 33 семей, 97 наличных мужского и 93 женского пола душ, разрешено образование самостоятельного сельского общества, с наименованием его «Коноваловским» с причислением его к Рыбинской волости.
На 1903 год имелось 39 дворов и 208 человек.
В 1904 году переселенческий посёлок описывался следующим образом: «в посёлке местность лесисто-степная. Водоснабжение плохое из ручья. Лес дровяной. Общая площадь участка 2291 десятина. Удобной земли 1740 десятин. Неудобной земли 551 десятина. Под лесом 419 десятин. Число душевых долей 116. Свободных душевых долей 4».
На 1909 год имелся хлебо-запасный магазин, ветряная мельница, маслобойня, пожарный сарай. Располагалась при речке Малой Становке на просёлочной дороге.
На 1912 год имелась мелочная лавка.
В 1918 году действовала Коноваловская маслодельная артель. 10 апреля 1918 года артельщики Коноваловской маслодельной артели Тарского района Союза Сибирский маслодельных артелей на общем собрании обсуждали вопрос, согласно поданного ими в Тарскую контору Союза заявления, о выделении от Решетниковской маслодельной артели части имущества или капитала вновь образовавшейся маслодельной артели, в которой состояли при совместной работе с 1908 года по 1917 год. Заслушав разъяснения инструктора Друганова, что разделение от Решетниковской артели какого либо капитала или имущества на долю Коноваловской, за неведением книг, не представлялось возможным сделать и, принимая во внимание, что выделение правильной доли причитающейся им от Решетниковской маслодельной артели, за неведением книг, произвести было нельзя, а также из капитала, находящегося в Союзе к концу 1917 года, тоже прийти на их долю сравнительно небольшая сумма. Поэтому постановили: «ходатайство о выделении имущества или капитала возбудить лично перед Решетниковской маслодельной артелью в миролюбивом порядке, в противном случае, если последняя на это не будет согласна, то с вышеупомянутым ходатайством обратиться в подлежащий суд, с требованием от Решетниковской маслодельной артели всех книг за время с 1908 по 1917 годы, или объяснения, почему они не велись или куда они их скрыли».
На 1926 год имелся сельский совет. Располагалась при речке Становка.
В 1974 году был построен санитарно-пропускной пункт, существовавший до 2001 года из стен Форпостской Свято-Троицкой церкви, разобранный жителями деревни.
На 1991 год деревня являлась отделением совхоза «Становский».

## Инфраструктура
На 2011 год имелась школа.
Одна улица в деревне Центральная и переулок Школьный.

## Население
- 1900 — 190 человек (97 м — 93 ж);
- 1903 — 208 человек (108 м — 100 ж);
- 1909 — 220 человек (113 м — 107 ж);
- 1912 — 250 человек православных;
- 1926 — 411 человек (200 м — 211 ж).

| 1926 | 2002 | 2010 | 2021 |
| ---- | ---- | ---- | ---- |
| 411  | ↘124 | ↘44  | ↘23  |